# Ibáñez. El maestro de la historieta
Ibáñez. El maestro de la historieta es un libro de ensayo dedicado al historietista español Francisco Ibáñez, publicado por el sello Bruguera del grupo editorial Penguin Random House el 21 de septiembre de 2023. 
Está escrito por el periodista y crítico de cómic Jordi Canyissà.
El volumen consta de 192 páginas, abundantemente ilustradas con viñetas y páginas de Ibáñez, buena parte de ellas escaneadas directamente de sus originales a tinta o lápiz. Es la primera vez que un libro publica tanto material original del historietista.
En declaraciones del propio autor, este libro sobre Francisco Ibáñez es “un modesto intento como mínimo de prestigiar su obra, de enseñarla de otra forma, de ver esos originales como en un catálogo de una exposición”. “Quise hacer el ejercicio de aislar una viñeta o una pequeña secuencia de viñetas para explicarle al lector las claves de esa imagen, los mecanismos que utiliza”, explica a la revista literaria Zenda.
En los tres primeros bloques del libro se analizan cuestiones relativas al estilo gráfico y narrativo de la obra de Francisco Ibáñez: el dibujo, el humor y la narrativa. Cada apartado contiene un texto de introducción seguido varias páginas con ejemplos gráficos brevemente comentados.
El cuarto y último bloque contiene declaraciones inéditas de representantes del mundo de la cultura y de la comunicación sobre Francisco Ibáñez así como páginas realizadas expresamente para el libro y que rinden homenaje a sus  historietas a través de versiones de sus historietas y portadas o a través de ilustraciones que recrean algunas de sus series, como por ejemplo Mortadelo y Filemón, Rompetechos o 13 Rue del Percebe. Aquí colaboran artistas como Paco Roca, Jan, Ana Penyas, Pilarín Bayés, Nadia Hafid, Lorenzo Montatore, Kim, JL Martín o Raquel Gu.
Según el autor, este ensayo "dedicado a Ibáñez es un paso más en esta idea de buscar un nuevo tipo de libro que ponga en valor el fondo histórico de Bruguera". En palabras del crítico Fernando Díaz de Quijano este ensayo es "un libro en el que analiza objetivamente por qué nos gusta tanto el padre de Mortadelo y Filemón". Según el blog especializado en cómics Es la hora de las tortas, el libro es "uno de los tratados más certeros y completos sobre su figura [de Ibáñez] desde un punto de vista profesional".

## Contenido del libro
- Introducción: ¿Por qué nos gusta tanto Ibáñez?
- El dibujo
- El humor
- Las historias
- Los homenajes